# Joel Shapiro (Pianist)
Joel Shapiro (* 28. November 1934 in Cleveland, Ohio) ist ein US-amerikanischer Pianist und Musikpädagoge.

## Ausbildung
Joel Shapiro machte einen Bachelor-Abschluss an der Columbia University in New York und studierte anschließend am Königlichen Konservatorium in Brüssel, wo er 1959 mit der Höchstnote abschloss.

## Auszeichnungen
Shapiro gewann 1961 einen First Prize bei der ersten Austragung der Young Concert Artists International Auditions und 1962 den ersten Preis der Joseph Darche Competition des Königlichen Konservatoriums Brüssel. 1963 gewann er den Harriet Cohen International Bach Award in London und 1965 ein Stipendium der Rockefeller Foundation in New York.

## Laufbahn
Von 1970 bis 1994 war Shapiro Professor für Klavier an der University of Illinois in Urbana/Champaign. Ab 1994 war er Professor für Klavier und später auch Prorektor an der Hochschule für Musik und Theater „Felix Mendelssohn Bartholdy“ in Leipzig, wo er ab 2000 auch Direktor der Internationalen Sommer-Musikakademie war.
Auf seine Initiative hin führte die Organisation Young Concert Artists 1994 die European Auditions ein, die üblicherweise jährlich in Leipzig  oder Paris stattfinden. Sie sollen Musikern namentlich aus osteuropäischen Ländern den Zugang zu den International Auditions in New York ermöglichen, die dazu sonst möglicherweise keine Gelegenheit hätten. Die Gewinner werden auf Kosten von Young Concert Artists zu den Semifinals der International Auditions in New York eingeladen. Wenn sie dort ebenfalls gewinnen, werden sie in den Management Roster von Young Concert Artists aufgenommen und damit in ihrer Karriere unterstützt.